# Gzin (przystanek kolejowy)
Gzin – przystanek osobowy w Gzinie, w gminie Dąbrowa Chełmińska, w powiecie bydgoskim, w województwie kujawsko-pomorskim, w Polsce. Na początku kwietnia 2000 roku został zamknięty dla pociągów osobowych. W dniu 13 listopada 2008 roku został przywrócony ruch pasażerski na tym przystanku.

## Ruch pasażerski
| Rok  | Wymiana pasażerska na dobę |
| ---- | -------------------------- |
| 2017 | 10-19                      |
| 2022 | 20-49                      |